# 雅羅斯拉沃韋
46°9′11″N 29°5′9″E / 46.15306°N 29.08583°E
雅羅斯拉沃韋（烏克蘭語：Ярославове），2024年9月前称为第二小雅羅斯拉韋茨（烏克蘭語：Малоярославець Другий），是位於烏克蘭西南部的村莊，由敖德萨州博爾赫拉德區的塔魯蒂內市鎮負責管轄。該村始建於1817年，面積1.2平方公里，2001年人口707，人口密度每平方公里589.17人。
2024年9月19日，乌克兰最高拉达将该村的名字改为“雅羅斯拉沃韋”。